# Макшур
 Макшур  — деревня в Глазовском районе Удмуртии в составе сельского поселения Гулёковское.

## География
Находится на расстоянии менее 23 км на юг-юго-запад по прямой от центра района города Глазов.

## История
Известна с 1873 года как починок Макшурской или Ужан Луд, где было дворов 14 и жителей 132, в 1905 (Мокшурский или Умонлуд) 35 и 386, в 1924 (деревня Макшур) 60 и 387 (почти все удмурты).

## Население
Постоянное население составляло 40 человек (удмурты 100 %) в 2002 году, 43 в 2012.